# Школа № 305 (Москва)
Школа № 305 — средняя общеобразовательная школа, расположенная в Алтуфьевском районе Северо-Восточного административного округа Москвы. Основана в 1967 году. Здание школы построено по типовому проекту 65-426/1 «самолёт» и имеет три этажа. Школа рассчитана на 550 учащихся. Школа № 305 расположена по адресу: Путевой проезд, д. 10А.

## О школе
С 2011 года школа участвует в пилотном проекте правительства Москвы, который предполагает постепенное повышение оплаты труда учителей. Согласно официальному рейтингу лучших школ Москвы, составленному в ноябре 2011 года по результатам образовательной деятельности, школа № 305 заняла 290 место.
На уроках технологии ведётся обучение росписи по дереву. В школе действует кружок, в котором ученики занимаются росписью по дереву, выжиганием, выпиливанием, чеканкой, деревянным зодчеством, макетированием и моделированием. Кружок сначала назывался «Умелые руки», а позже получил название «Алтуфьевское подворье». Его ведёт преподаватель технологии Виктор Фёдорович Кучерявенко. С 2000 года ученики Виктора Фёдоровича участвуют в форуме «Одарённые дети», а сам преподаватель в 2002 и 2005 годах становился обладателем золотого знака «Грант Москвы» в области образования.
В результате реорганизации 2012—2013 годов к школе № 305 была присоединена расположенная рядом школа № 302 (Инженерная улица, д. 16). Блочное здание школы № 302 было построено в 1961 году по типовому проекту МЮ. К сентябрю 1961 года строительные работы закончить не успели, поэтому дети ещё месяц ходили на уроки в школу № 761 в посёлке Стройка Коммунизма.